# Jack Tworkov
Jack Tworkov (* 15. August 1900 in Biała Podlaska bei Lublin, Generalgouvernement Warschau, Russisches Kaiserreich; † 4. September 1982 in Provincetown, Massachusetts) war ein US-amerikanischer Maler polnischer Abstammung. Er gehörte zu den bekannten Vertretern des Abstrakten Expressionismus.

## Leben
Tworkov emigrierte bereits mit 13 Jahren 1913 in die USA.
Er studierte von 1920 bis 1923 an der Columbia University in New York und von 1923 bis 1925 an der Art Students’ League und an der National Academy of Design. Ende der 20er Jahre, in der Zeit der Depression, lernt er den Künstler Willem de Kooning und andere Vertreter des Abstrakten Expressionismus kennen. Zusammen gründen sie die „New York School“.
Jack Tworkov war Lehrer an verschiedenen amerikanischen Hochschulen und Universitäten. Dazu gehören die American University, das Black Mountain College in North Carolina, das Queens College, das Pratt Institute in Manhattan (New York City), die University of Minnesota und die Yale University. In Yale war er Leiter der Kunst Abteilung („Art Department“) von 1963 bis 1969.
Tworkov gehörte, zusammen mit Franz Kline und Willem de Kooning zu den „Action- painters“ (Aktionsmalern) des Abstrakten Expressionismus der 40er und 50er Jahre. Seine Malerei dieser Zeit ist geprägt von expressiven Pinselstrichen. Später, in den 60er Jahren, sind gerade Linien und geometrische Strukturen in reinen Farben charakteristisch für seine Bilder.
Im Jahr 1959 war Jack Tworkov Teilnehmer der documenta II in Kassel.
Jack Tworkov starb am 4. September 1982 in Provincetown im Staat Massachusetts.